# 布爾諾足球俱樂部
布爾諾足球俱樂部（FC Zbrojovka Brno）是捷克的足球俱樂部。主場位於布爾諾。该俱乐部成立于1913年，最初名为SK Židenice。
在1977–78賽季，球隊獲得過捷克斯洛伐克足球甲级联赛的冠军。

## 外部連結
- Official team website （页面存档备份，存于） （捷克文）
- Website of the team FC Zbrojovka Brno - year-class '98 （捷克文）